# 六分儀座Y
人马座Y，即Y Sgr又名BD-18 4926，HD 168608、SAO 161376、HR 6863，是人马座的一颗造父变星，视星等为5.75，位于銀經12.79，銀緯-2.14，其B1900.0坐标为赤經18h 15m 30s，赤緯-18° -2.14′ 16″。